# Zelotes asiaticus
Zelotes asiaticus este o specie de păianjeni din genul Zelotes, familia Gnaphosidae. A fost descrisă pentru prima dată de Friedrich Wilhelm Bösenberg și Strand, 1906. Conform Catalogue of Life specia Zelotes asiaticus nu are subspecii cunoscute.